# Estação Lima
A Estação Lima é uma das estações do Metro de Buenos Aires, situada em Buenos Aires, entre a Estação Piedras e a Estação Sáenz Peña. Faz parte da Linha A e faz integração com a Linha C através da Estação Avenida de Mayo.
Foi inaugurada em 01 de dezembro de 1913. Localiza-se no cruzamento da Avenida de Mayo com a Rua Lima. Atende o bairro de Monserrat.
Ao estar localizada na zona central da cidade pode ser uma estação muito movimentada, sobre todo porque é possível realizar una combinação com a linha C, através da estação Avenida de Mayo dessa linha.
Em 1997 esta estação foi declarada monumento histórico nacional.